# A Girl Like Me (album)
A Girl Like Me is het tweede album van de Barbadiaanse zangeres Rihanna, wereldwijd uitgebracht in 2006.

## Achtergrond
Het album is uitgebracht onder het label Def Jam, op 25 april 2006 (in het Verenigd Koninkrijk op 24 april). De eerste single SOS was zeer populair, waarmee ze haar eerste nummer 1-hit in de Billboard Hot 100 scoorde, en nog populairder werd dan haar debuutsingle Pon de Replay. Het album zelf werd populairder dan haar debuutalbum Music of the Sun.  De tweede single werd Unfaithful. Deze was tevens wereldwijd succesvol, en haalde de Top 10 in Nederland en Vlaanderen.

## Tracklist
Standaard editie
| Nr.                  | Titel                                                   | Schrijver(s)                                                                                      | Producent(en)                               | Duur |
| -------------------- | ------------------------------------------------------- | ------------------------------------------------------------------------------------------------- | ------------------------------------------- | ---- |
| 1.                   | "SOS"                                                   | Jonathan "J.R." Rotem • E. Kidd Bogart • Ed Cobb                                                  | Rotem • Evan Rogers • Carl Sturken          | 3:58 |
| 2.                   | "Kisses Don't Lie"                                      | Rogers • Sturken • Robyn Fenty                                                                    | Rogers • Sturken                            | 3:52 |
| 3.                   | "Unfaithful"                                            | Shaffer Smith • Tor Hermansen • Mikkel Eriksen                                                    | StarGate • Makeba Riddick                   | 3:44 |
| 4.                   | "We Ride"                                               | Riddick • Hermansen • Eriksen                                                                     | StarGate • Rogers • Sturken                 | 3:56 |
| 5.                   | "Dem Haters" (met Dwane Husbands)                       | Michael Flowers • Melanie Hallim • Aion Clarke • Vincent Morgan • Rogers • Sturken                | Mike City • Rogers • Sturken                | 4:17 |
| 6.                   | "Final Goodbye"                                         | Luke McMaster • Charlene Gilliam • Curtis Richardson                                              | The Conglomerate • Rogers • Sturken         | 3:14 |
| 7.                   | "Break It Off" (met Sean Paul)                          | Donovan Bennett • Sean Henriques • Kirk Ford • Fenty                                              | Don Corleon                                 | 3:33 |
| 8.                   | "Crazy Little Thing Called Love" (met J-Status)         | Rogers • Sturken • Dale Virgo • Andrew Barwise • Byron Barwise • Oraine Stewart • Andrew Thompson | Rogers • Sturken                            | 3:22 |
| 9.                   | "Selfish Girl"                                          | Rogers • Sturken                                                                                  | Rogers • Sturken                            | 3:37 |
| 10.                  | "P.S. (I'm Still Not Over You)"                         | Rogers • Dominic Riccitello • Sturken                                                             | Rogers • Sturken                            | 4:09 |
| 11.                  | "A Girl Like Me"                                        | Rogers • Sturken • Fenty                                                                          | Rogers • Sturken                            | 4:15 |
| 12.                  | "A Million Miles Away"                                  | Rogers • Sturken                                                                                  | Rogers • Sturken                            | 4:09 |
| 13.                  | "If It's Lovin' that You Want - Part 2" (met Cory Gunz) | Jean Claude Oliver • Samuel Barnes • Riddick • Alaxsander Mosely • Scott LaRock • Lawrence Walter | Poke and Tone • Spanador • Rogers • Sturken | 4:08 |
| Totale lengte: 48:14 |                                                         |                                                                                                   |                                             |      |

Internationale bonustrack
| Nr.                  | Titel                              | Schrijver(s) | Duur |
| -------------------- | ---------------------------------- | ------------ | ---- |
| 14.                  | "Pon de Replay" (Full Phatt Remix) |              | 3:21 |
| Totale lengte: 51:35 |                                    |              |      |

Japanse deluxe editie bonustracks
| Nr.                  | Titel                              | Schrijver(s)             | Producent(en)    | Duur |
| -------------------- | ---------------------------------- | ------------------------ | ---------------- | ---- |
| 14.                  | "Who Ya Gonna Run To"              | Rogers • Sturken • Fenty | Rogers • Sturken | 4:04 |
| 15.                  | "Pon de Replay" (Full Phatt Remix) |                          |                  | 3:21 |
| 16.                  | "Coulda Been the One"              | Rogers • Sturken         | Rogers • Sturken | 3:38 |
| Totale lengte: 59:17 |                                    |                          |                  |      |

## Singles
| Single met hitnotering(en) in de Vlaamse Ultratop 50 | Datum van verschijnen | Datum van binnenkomst | Hoogste positie | Aantal weken | Opmerkingen                       |
| ---------------------------------------------------- | --------------------- | --------------------- | --------------- | ------------ | --------------------------------- |
| SOS                                                  | 2006                  | 22-04-2006            | 2               | 15           | Nr. 2 in de Radio 2 Top 30        |
| Unfaithful                                           | 2006                  | 29-07-2006            | 3               | 19           | Nr. 2 in de Radio 2 Top 30 / Goud |
| We ride                                              | 2006                  | 16-12-2006            | 40              | 6            | Nr. 28 in de Radio 2 Top 30       |
| Break It Off                                         | 2007                  | 24-03-2007            | tip10           | -            | met Sean Paul                     |